# Púlsar del Cangrejo
El púlsar del Cangrejo (PSR B0531+21) es una estrella de neutrones relativamente joven (nacida en el año 1054) situada en la nebulosa del Cangrejo, descubierta en 1969. El púlsar tiene aproximadamente 25 km de diámetro y los "rayos" del púlsar giran cada 33 ms, o 30 veces cada segundo. La nebulosa que lo rodea es un plerión: el viento de partículas procedente de la estrella de neutrones genera emisiones sincrotrón, que producen la mayor parte de las emisiones de la nebulosa, desde
ondas de radio hasta rayos gamma. La característica más dinámica en la parte interior de la nebulosa es el punto donde el viento ecuatorial del púlsar choca con los alrededores de la nebulosa, formando una choque de terminación. La forma y la posición de esta característica cambia rápidamente, con el viento ecuatorial apareciendo como una serie de características de forma espiral que se empinan, se iluminan, y entonces se atenúan a medida que se alejan del púlsar hacia el cuerpo principal de la nebulosa. El periodo de rotación del púlsar reduce su tiempo 38 ns por día debido a las grandes cantidades de energía que se lleva el viento del púlsar.
La nebulosa del Cangrejo se usa a menudo como una fuente de calibración en la astronomía de rayos-X. 
Es muy brillante en rayos X y la densidad de flujo y el espectro son constantes conocidas, con la excepción del propio púlsar. 
El púlsar proporciona una fuerte señal periódica que se usa para comprobar la sincronización de los detectores de rayos X. En la astronomía de rayos X, el 'Cangrejo' y el 'miliCangrejo' son a veces usadas como unidades de densidad de flujo. Muy pocas fuentes de rayos X sobrepasan un Cangrejo de brillo.
Observaciones recientes han sugerido que el Púlsar del Cangrejo puede tener un campo magnético excepcionalmente complejo con cuatro polos en vez de los dos habituales, posiblemente como resultado de la implosión de una manera asimétrica de la estrella progenitora cuando el púlsar se formó por primera vez. El mismo conjunto de observaciones sugirieron que como el pulso de radio principal que viene del púlsar dura solo 0,4 ns, es emitido desde una nube de plasma en la superficie de la estrella de neutrones a solo 12 cm - la característica más pequeña nunca observada en astronomía.